# Thereva teydea
Thereva teydea är en tvåvingeart som beskrevs av Frey 1936. Thereva teydea ingår i släktet Thereva och familjen stilettflugor.
Artens utbredningsområde är Kanarieöarna. Inga underarter finns listade i Catalogue of Life.